# 石棉杜鹃
石棉杜鹃（学名：Rhododendron shimianense）为杜鹃花科杜鹃花属下的一个种。

## 扩展阅读
- 維基物種上的相關：石棉杜鹃